# 26º Reggimento fanteria "Bergamo"
Il 26º Reggimento fanteria "Bergamo" è stata un'unità dell'esercito italiano, di stanza come sua ultima sede prima dello scioglimento nella Caserma Bruno Camandone a Diano Castello.

## Storia
Il 1º novembre 1859 si forma la Brigata "Bergamo" per la quale sono costituiti il 26º Reggimento Fanteria e il 25º Reggimento fanteria.

### Tempi recenti

Fregio dell'Arma di Fanteria dell'Esercito Italiano (usato per la Fanteria di Linea)

## Onorificenze
Il 26º Reggimento fanteria "Bergamo" è decorato delle seguenti onorificenze:

### Decorati
- Nicolò Madalena, medaglia d'oro al valor militare nella Campagna di Libia (1913-1921)

## Stemma
Scudo:
Inquartato: il primo, partito d'oro e di rosso (di Bergamo); il secondo, d'azzurro ad un monte all'italiana di tre cime al naturale su una campagna di verde attraversata da un fiume d'azzurro; il terzo, d'azzurro al silfio d'oro reciso (per la Cirenaica); il quarto, inquartato di rosso e d'argento.
Corona turrita
Ornamenti esteriori:
lista bifida d'oro, svolazzante, collocata sotto la punta dello scudo, incurvata con la concavità rivolta verso l'alto, riportante il motto, in lettere maiuscole di nero: "PIÙ ASPRA L'IMPRESA PIÙ FORTE L'ARDORE".
onorificenza: accollata alla punta dello scudo con l'insegna dell'Ordine Militare d'Italia pendente al centro del nastro con i colori della stessa.
nastri rappresentativi delle ricompense al Valore

## Insegne e Simboli del 26º Reggimento fanteria "Bergamo"
- Il Reggimento indossava il fregio della fanteria (composto da due fucili incrociati sormontati da una bomba con una fiamma dritta). Al centro nel tondino è riportato il numero "26".
- Le mostrine del Reggimento erano rettangolari di colore azzurro con banda centrale rossa. Alla base della mostrina si trova la stella argentata a cinque punte, simbolo delle forze armate italiane.

## Motto del Reggimento
"Più aspra l'impresa più forte l'ardore"

## Festa del Reggimento
Il reggimento festeggia la battaglia di Flondar avvenuta il 26 maggio del 1917 dove si meritò la Medaglia d'Argento al Valor Militare.